# Thylactus itzingeri
Thylactus itzingeri là một loài bọ cánh cứng trong họ Cerambycidae.